# ثورة عسكرية

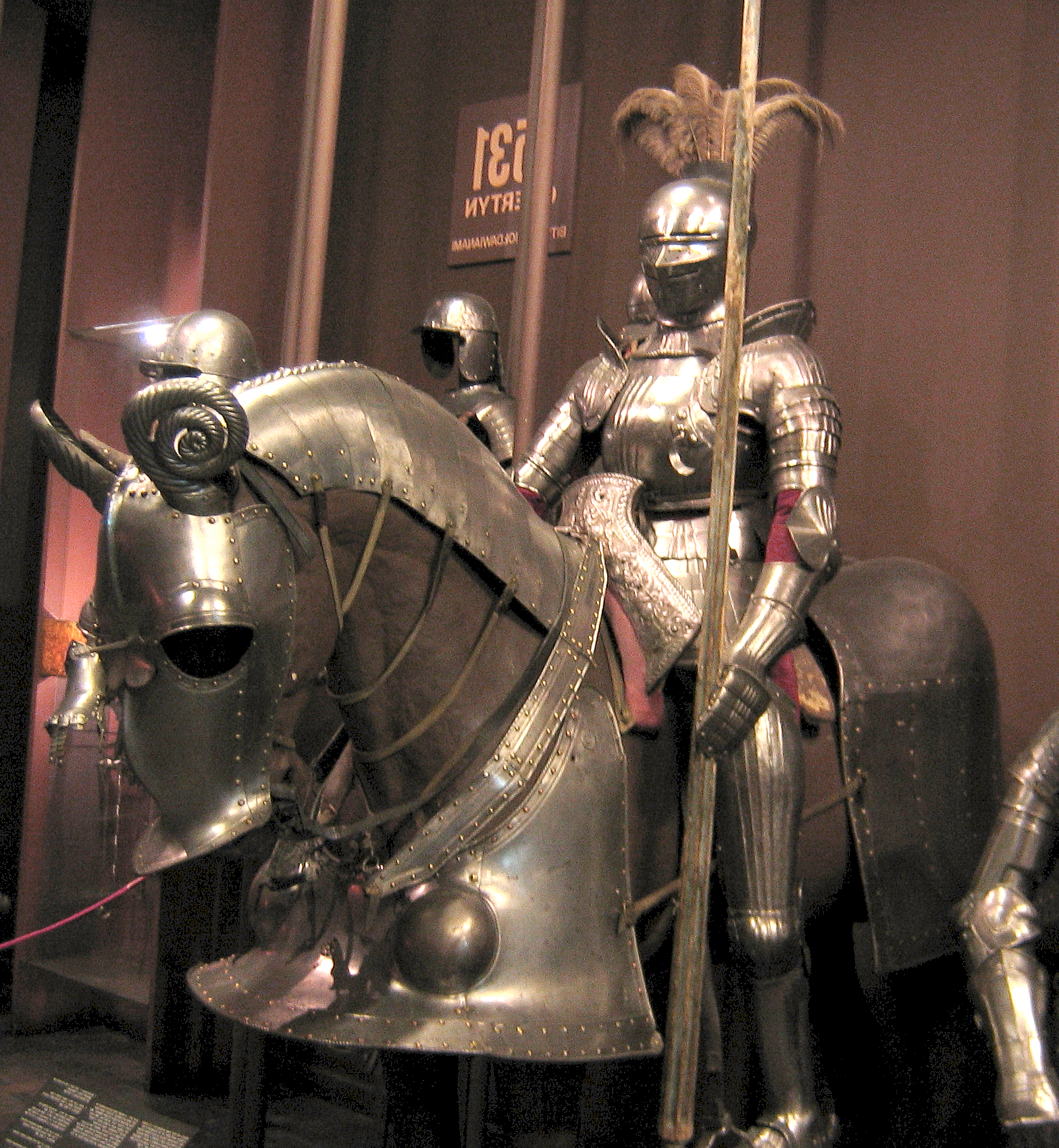
لامة حرب الرجل الفارس البولندي النصف الأول من القرن السادس عشر.

تقوم فكرة نظرية الثورة العسكرية على أنها سلسلة من التحولات الجذرية في الاستراتيجيات والتكتيكات العسكرية خلال القرنين السادس والسابع عشر والتي أفضت إلى تغييرات كبيرة ودائمة في الحكومات والمجتمع.
قدم مايكل روبرتس هذه النظرية في خمسينيات القرن العشرين مع تركيزه على السويد بين الأعوام 1560-1660م بحثًا عن تغييرات رئيسة في أسلوب الحرب الأوروبي بسبب إدخال الأسلحة النارية المحمولة، وربط روبرتس التقنية العسكرية بعواقب تاريخية أكبر، بحجة أن الابتكارات في التكتيكات، والتدريبات والعقيدة عند الهولنديين والسويديين 1560-1660، والتي زادت من استعمال الأسلحة النارية، أدت إلى زيادة الحاجة إلى القوات المدربة وبالتالي إلى القوات الدائمة (الجيوش الدائمة). زادت أعداد الجيوش وتكلفتها، وكان لتلك التغييرات بدورها نتائج سياسية كبيرة في مستوى الدعم الإداري والنفقات والرجال والمخصصات، ما أدى إلى نشوء متطلبات مالية جديدة وإنشاء مؤسسات حكومية جديدة. «لذلك رأى مايكل روبرتس، أن فن الحرب الحديث أدى إلى إمكانية إنشاء الدولة الحديثة وضرورتها».
عدل جيفري باركر من المفهوم ووسعه في تسعينات القرن الماضي، إذ رأى أن التطور في تكتيكات أسلوب التحصين والحصار تسبب في تلك الثورة. يفترض باركر أيضًا أن الثورة العسكرية في أوروبا أعطت القوى الأوروبية ميزة واضحة، ما مكّن القوى الأوروبية الصغيرة نسبيًا من غزو الأمريكتين، بالإضافة إلى أجزاء كبيرة من إفريقيا وآسيا. انتقد عالم السياسة في جامعة كامبريدج جيسون شارمان هذه الفكرة.
تفاعل المؤرخون تفاعلًا متفاوتًا مع مفهوم الثورة العسكرية خلال وقتنا الحالي، إذ انتقد المؤرخان العسكريان المشهوران مايكل دافي وجيريمي بلاك النظرية بشدة ووصفوها بأنها مضللة ومبالغ فيها وتبسيطية.

## أصل المفهوم
قدم روبرتس مفهوم الثورة العسكرية لأول مرة في عام 1995، وفي 21 يناير من العام نفسه ألقى محاضرة أمام جامعة كوينز في بلفاست نُشرت لاحقًا كمقالة بعنوان الثورة العسكرية، 1560-1660، أثارت المقالة الجدل في الدوائر التاريخية لخمسة عقود، أُعيد خلالها تعريف المفهوم وتحديثه باستمرار. على الرغم من أن المؤرخين غالبًا ما يعارضون نظرية مايكل روبرتس، إلا أنهم يتفقون عادةً مع فكرته الأساسية بأن أساليب الحرب الأوروبية تغيرت تغيرًا جذريًا في بدايات أو خلال الفترة الحديثة المبكرة.

## التسلسل الزمني
حدد روبرتس بداية الثورة العسكرية بين الأعوام 1560-1660 لأنها الفترة التي طُورت فيها التكتيكات الخطية للاستفادة من الأسلحة النارية ذات الفعالة المتزايدة، ولكن عارض العديد من العلماء هذا التسلسل الزمني.
لفت أيتون وبرايس النظر إلى أهمية «ثورة المشاة» التي حدثت في أوائل القرن الرابع عشر، وأشار ديفيد إلتيس إلى أن الانتقال الحقيقي لاستعمال أسلحة البارود وصياغة عقيدة عسكرية وفقًا لذلك التغيير حدث في أوائل القرن السادس عشر وليس في أواخره كما ادعى روبرتس.
اقترح آخرون حدوث التغيير العسكري في فترة لاحقة، ووافقهم جيريمي بلاك أن الفترة الزمنية الرئيسة كانت من 1660 إلى 1710، والتي شهدت نموًا هائلًا في أحجام الجيوش الأوروبية، في حين صاغ كليفورد جي روجرز فكرة الثورات العسكرية المتعاقبة على فترات مختلفة، أولها «ثورة المشاة» في القرن الرابع عشر، تلتها «ثورة المدفعية» في القرن الخامس عشر، ثم «ثورة التحصينات» في القرن السادس عشر، ورابعًا «الأسلحة النارية» بين عامي 1580 و1630، وأخيرًا الثورة الخامسة التي زادت خلالها أحجام الجيوش الأوروبية، بين 1650 و1715. على نحو مشابه، مدد جيفري باركر فترة الثورة العسكرية من 1450 إلى 1800، وهي فترة تفوق الأوروبيين على بقية العالم. شكك بعض العلماء في الطابع الثوري للتطور خلال أربعة قرون، إذ طرح كليفورد روجرز فكرة أن الثورة العسكرية مشابهة جدا لمفهوم «تطور التوازن النقطي» (نظرية نشأت في علم الأحياء)، ما يعني اندفاعات قصيرة الأمد من الابتكار العسكري السريع تتبعها فترات أطول من الركود النسبي.

## التكتيكات

### التكتيكات الخطية
تعتبر التشكيلات المسطحة مثالية للانتشار الدفاعي، لكنها تكون خرقاء في المهام الهجومية: فكلما طالت الخطوط، زادت صعوبة الحفاظ على انتظامها وتماسكها، أو القيام بالمناورة، خاصةً الانعطاف. أدرك غوستافوس أدولفوس بوضوح حقيقة أن طوابير الهجوم التي استخدمها تيلي أسرع وأكثر مرونة، وأن الملك السويدي استخدمها عند الحاجة، كما في معركة ألتي فيست.
بدأت الجيوش تدريجيا باستخدام تشكيلات أقل حجمًا، وخضع هذا التطور البطيء لاعتبارات تكتيكية، إذ لم تكن الأسلحة النارية فعالة بما يكفي لتحدد وحدها نشر القوات، كما لوحظت اعتبارات أخرى، مثل خبرة الوحدات، والمهمة الموكلة، أو التضاريس، أو الحاجة إلى تغطية واجهة ما بوحدة ناقصة القوة. استمر الجدل حول الأفضلية بين الصفوف أو الطابور خلال القرن الثامن عشر حتى العصر النابليوني، مع انكفاء مؤقت نحو الطوابير العميقة في الحملات اللاحقة للحروب النابليونية.
ومن المفارقات أن تقليل العمق في تشكيلات سلاح الفرسان كان تغييرًا أكثر استدامة قدمه غوستافوس أدولفوس. ترافق تقليل الاعتماد على المسدسات مع زيادة تفضيل عنصر المفاجأة على القوة النارية، وهذا يخالف الاتجاه الذي دافع عنه روبرتس.

### التحصين الإيطالي
تلقى مفهوم التكتيكات الخطية لروبرتس نقدًا مبكرًا من المؤرخ الأصغر سنًا جيفري باركر، الذي تساءل عن سبب انتصار التشكيلات العسكرية الإسبانية التي يفترض أن الزمن قد عفا عنها، على التشكيلات الخطية السويدية في معركة نوردلينجن في عام 1634. كانت نظرية باركر أن التطور الرئيس تمثل في ظهور التحصينات الإيطالية في بدايات أوروبا الحديثة، وهكذا، أدت صعوبة الاستيلاء على تلك التحصينات إلى تغيير عميق في الاستراتيجية العسكرية. يفترض باركر أن «الحروب تحولت إلى سلسلة من الحصارات الطويلة»، وأصبحت المعارك المفتوحة «غير ذات جدوى» في المناطق التي توجد فيها التحصينات الإيطالية. في نهاية المطاف، يجادل باركر بأن «الجغرافيا العسكرية»، أي وجود التحصينات الإيطالية من عدمها في منطقة معينة، صاغت الاستراتيجية العسكرية في أوائل الفترة الحديثة، وفرضت إنشاء جيوش أكبر لمحاصرة القلاع الجديدة واقتحامها. حدد باركر بنظريته تلك ولادة الثورة العسكرية في أوائل القرن السادس عشر، كما أنه يعطيها دلالة جديدة، إذ أنها لم تكن عاملًا في نمو الدولة فحسب، بل كانت أيضًا عاملًا أساسيًا، بجانب «الثورة البحرية»، في تفوق الغرب على باقي الحضارات.
انتُقد هذا النموذج لعدة أسباب؛ إذ أشار جيريمي بلاك إلى أن تطور الدولة هو الذي سمح بنمو حجم الجيوش لا العكس، كما وجد باركر مذنبًا بـ «الحتمية التكنولوجية». الأمر الأكثر دلالة، هو أن الأرقام التي قدمها باركر لدعم فكرته حول نمو الجيوش اُنتقدت بشدة من قبل ديفيد إلتيس لأنها تفتقر إلى الاتساق، وأثبت ديفيد باروت أن فترة التحصين الإيطالي لم تظهر أي ازدياد كبير في حجم الجيوش الفرنسية، وأن الفترة الأخيرة من حرب الثلاثين عامًا أظهرت زيادة في نسبة سلاح الفرسان في الجيوش، خلافًا لفرضية باركر بأن انتشار تكتيك الحصار أدى إلى انخفاض أهميتها.